# معركة المحمرة 1982
معركة المحمرة (بالفارسية: آزادسازی خرمشهر) كان إعادة السيطرة الإيرانية على مدينة المحمرة المرفئية من الجيش العراقي بعد 575 يوماً في 24 أيار/مايو 1982 خلال الحرب العراقية الإيرانية. وكان الجيش العراقي قد احتلّ المدينة في بداية الحرب في 26 تشرين الأول/ أكتوبر 1980. وكانت الاستعادة الناجحة للمدينة جزءاً من عملية بيت المقدس. تعتبر بمثابة نقطة تحول في الحرب ويتم الاحتفال بالتحرير في إيران في ذكراه السنوية، 24 مايو.

## المعركة
بقيت المدينة في أيدي العراقيين حتى أبريل 1982، عندما أطلق الإيرانيين عملية بيت المقدس للاستيلاء على محافظة خوزستان. استخدم الهجوم الأول (من 24 أبريل إلى 12 مايو 1982) ما يقرب من 70,000 جندي من الجيش الإيراني و‌الحرس الثوري الذين نجحوا في دفع القوات العراقية خارج منطقة الأحواز-سوسنغرد مع تكبدهم خسائر فادحة في الأرواح. وانسحب العراقيين إلى المحمرة، وفي 20 مايو، شنوا هجوماً مضاداً مكثف ولكن غير ناجح ضد الإيرانيين الذين وقفوا على أرضهم مهما كان الثمن. ثم بدأت إيران هجوماً شاملاً على المحمرة، سيطرت خلاله على خطي دفاع عراقيين في بل نو ومنطقة شلمتشه. تجمع الإيرانيين حول شط العرب (المعروف باسم أروند رود في إيران) وطوقوا المدينة وبدأوا حصاراً ثانياً. وأخيراً استعاد الإيرانيين المدينة في 24 مايو 1982 بعد يومين من القتال المرير والخسائر الفادحة.

## النتائج المترتبة

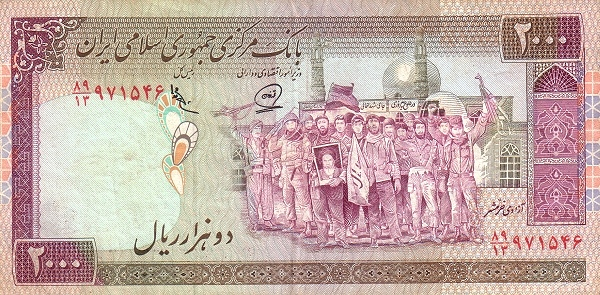
ورقة نقدية قيمتها 2000 ريال إيراني، تصور القوات الإيرانية بعد معركة المحمرة

باستعادتهم للمدينة، أسر الإيرانيين تقريباً 19,000 جندي من الجيش العراقي المحبط. من ناحية أخرى، كان صدام حسين مصدوماً وغاضباً جراء الهزيمة في المحمرة وحقيقة أن الإيرانيين واصلوا الضغط رغم تكبدهم خسائر فادحة في الأرواح. حتى أن الإيرانيين أرغموا على استدعاء احتياطييهم من أجل الاستمرار في دفع العراقيين إلى الخلف. وقد أظهر الإيرانيين عزيمة لا تصدق وإرادة حديدية. أمر صدام بإعدام عدد من كبار الضباط العراقيين المسؤولين عن الدفاع عن المدينة. بعد الهزيمة في المحمرة، أعدم صدام حسين عدد من أعلى جنرالاته، مثل قائد الفرقة التاسعة.
بعد ثلاثة أيام من معركة المحمرة، بدأت تطرح دعوات إلى وقف إطلاق النار في الحرب العراقية الإيرانية وبدأ القادة التناقش حول هذا الموضوع.
يحتفل الإيرانيين بالذكرى السنوية لمعركة المحمرة في كل عام.

## في وسائل الإعلام الشعبية
معركة المحمرة كان موضوع حاز على اهتمام بعض أفلام المدينة في وقت الحرب مثل استعادة المحمرة عام 1983 من قبل وحدة تلفاز جيش الباسداران، نمو آخر لهمايون بورمند عام 1982، الشهود الأربعين والرواية الثانية: معركة المحمرة لكيومرث منزه.
هناك أغنية شعبية حزينة فارسية، «ممد نبودي» (ممد نبودی، تعني «ممد [بديل عامي لمحمد]، لم تكن هناك [لترى المدينة قد تحررت]») لغلام كويتيبور، وهو عن محمد جاهانارا، قائد الباسداران الذي كان واحداً من آخر الإيرانيين القلائل الذين غادروا المحمرة عندما سقطت في أيدي العراقيين. وقد ذهب للقتال في حصار عبادان وقيادة القوات الإيرانية لاستعادة خورمشهر ولكنه توفي في 24 مايو 1981 في حادث تحطم طائرة قبل أن يشهد تحرير المدينة في نهاية المطاف.

## روابط خارجية
- Khorramshahr Battle Continues (فيديو)

‌